# Marionina insignis
Marionina insignis är en ringmaskart som beskrevs av Ude 1896. Marionina insignis ingår i släktet Marionina och familjen småringmaskar. Inga underarter finns listade i Catalogue of Life.